# Panicum tamaulipense
Panicum tamaulipense är en gräsart som beskrevs av Floyd R. Waller och Morden. Panicum tamaulipense ingår i släktet vipphirser, och familjen gräs. Inga underarter finns listade i Catalogue of Life.